# 鹿台
鹿台，又名南單台，相傳是商朝紂王所建造的宮苑建築，最早由呂尚監造，台高四丈九尺，“台高插汉，榭耸凌雲。”是“淇園八景”之一，位置在朝歌附近（今河南省淇縣金牛嶺）。《史記·殷本紀》有“厚賦稅以實鹿台之錢”，意思是藏财聚宝之處。周武王十一年（前1027年或前1046年）一月二十六日，周武王發動牧野之戰，紂王組織奴隸以拒之，紂軍前鋒倒戈，全軍覆沒，“血流漂杵”，紂王登鹿台，「蒙衣其珠玉，自燔於火而死」。商朝滅亡。